# ميشيل لو كلارك
ميشيل لو كلارك (بالفرنسية: Michel-Édouard Leclerc)‏ (و. 1952  م) هو رئيس تنفيذي، وشخصية أعمال فرنسي.

## التعليم
تعلم في جامعة باريس 1 - بانتيون سوربون
.

## جوائز
حصل على جوائز منها:

وسام جوقة الشرف من رتبة فارس